# Late Works
Late Works est le quatrième album enregistré par le duo Fred Frith/John Zorn. Il s'agit là encore de musique improvisée en direct, cette fois enregistrée en studio.

## Titres
| 1.    | Foetid Ceremony            | 5:34 |
| 2.    | Mosquito Slats             | 2:09 |
| 3.    | Horse Rehab                | 5:43 |
| 4.    | Legend of the Small        | 2:17 |
| 5.    | Baffled Hats               | 3:20 |
| 6.    | Movement of Harried Angels | 7:29 |
| 7.    | The Fourth Mind            | 9:40 |
| 8.    | Creature Comforts          | 3:11 |
| 9.    | Slow Lattice               | 5:58 |
| 10.   | Ankle Time                 | 5:03 |
| 50:24 |                            |      |

## Personnel
- Fred Frith - guitare
- John Zorn - saxophone alto